# Gigi Vitali
Germano Luigi Vitali, più noto come Gigi Vitali, (Lecco, 19 dicembre 1913 – Malgrate, 31 dicembre 1962), è stato un alpinista e militare italiano.

## Biografia
Membro dal 1939 del Club Alpino Accademico Italiano e ispiratore, dopo la Seconda Guerra Mondiale, della nascita del Gruppo Ragni della Grignetta, con Vittorio Ratti ha tracciato  (21-23 agosto 1938) una nuova via sulla parete nord-ovest della Cima su Alto (Gruppo del Civetta) e una nuova via (18-20 agosto 1939) sulla parete ovest dell'Aiguille Noire del Peutérey (Monte Bianco). Ha inoltre tracciato molte altre vie nel Gruppo delle Grigne, sul Resegone, in Mesolcina, sul Catinaccio e, fra il 1945 e il 1948, nella zona che va dal Passo del Monte Moro al passo del Sempione queste ultime quasi sempre in compagnia del conte Aldo Bonacossa che vi era impegnato nella redazione di una guida della collana "Monti d'Italia" (CAI-TCI) che non vide mai la luce.
Ha partecipato fra il 1937 e il 1938 alla Guerra in Africa Orientale come aviere scelto fotografo e in seguito ha prestato servizio (1942-1943) in Russia. Dal 1943 ha combattuto nelle Resistenza organizzando una squadra SAP nello stabilimento metallurgico Aldè, dove lavorava. Nel 1949 a seguito di un incidente motociclistico perderà l'uso di una gamba. Gli sono state dedicate una torre in Grignetta e un'altra nelle Alpi Lepontine.